# Vít Kopřiva
Vít Kopřiva (* 15. Juni 1997 in Bílovec) ist ein tschechischer Tennisspieler.

## Karriere
Kopřiva spielte bis 2015 auf der ITF Junior Tour. Dort konnte er mit Rang 74 seine höchste Notierung in der Jugend-Rangliste erreichen. Bei Grand-Slam-Turnieren spielte er bei den Junioren aber nie.
Bei den Profis spielte Kopřiva auch ab 2015 und konnte auf der ITF Future Tour sein erstes Halbfinale im Einzel erreichen. 2016 erreichte er drei Finals, von denen er eines gewinnen konnte; im Doppel gewann er ebenfalls ein Turnier. 2017 gewann er zwei Titel im Doppel und erreichte auf der ATP Challenger Tour auch erstmals ein Halbfinale in Prag. 2018 beendete Kopřiva im Einzel und Doppel jeweils in den Top 500 der Tennisweltrangliste. In dieser Saison gewann er im Einzel zwei und im Doppel fünf Future-Titel. 2019 konnte der Tscheche erstmals im Einzel ein Challenger-Viertelfinale in Sibiu erreichen und mit Federico Coria einen Spieler in den Top 200 besiegen. Mit je zwei Titeln im Einzel und Doppel konnte Kopřiva sich in der Weltrangliste weiter auf Plätze um Platz 350 verbessern. 2020 verbesserte er sich weiter. Dreimal – in Quimper, Marbella und Lima – stand er im Viertelfinale und beendete das Jahr auf Platz 294.
2021 steigerte er sich erneut. Sein erstes Einzel-Halbfinale erreichte er in St. Petersburg, ein weiteres in Rom und Braunschweig, wodurch er in die Top 250 einstieg. Sein bis dato größter Erfolg war der Halbfinaleinzug in Gstaad, einem ATP-Tour-Event. Bei dem Turnier hatte er sich zunächst durch die Qualifikation gekämpft und in der zweiten Runde den Setzlistenersten und Top-10-Spieler Denis Shapovalov besiegt. Erstmals sprang er so in die Top 200 der Welt. In Lima konnte auf der Challenger Tour nochmals ein Halbfinale erreichen. In Mailand gewann Kopřiva an der Seite seines Landsmannes Jiří Lehečka seinen ersten Challenger-Doppeltitel. Anfang 2022 gelang ihm seine zweite erfolgreiche Qualifikation in Pune, wo er die zweite Runde erreichte. 

## Erfolge
| Legende (Anzahl der Siege) |
| Grand Slam                 |
| ATP Finals                 |
| ATP Tour Masters 1000      |
| ATP Tour 500               |
| ATP Tour 250               |
| ATP Challenger Tour (8)    |

### Einzel

#### Turniersiege
| Nr. | Datum              | Turnier   | Belag | Finalgegner       | Ergebnis       |
| --- | ------------------ | --------- | ----- | ----------------- | -------------- |
| 1.  | 4. Juni 2022       | Prostějov | Sand  | Dalibor Svrčina   | 6:2, 6:2       |
| 2.  | 30. Juli 2023      | Verona    | Sand  | Witalij Satschko  | 1:6, 7:63, 6:2 |
| 3.  | 10. September 2023 | Tulln     | Sand  | Sumit Nagal       | 6:2, 6:4       |
| 4.  | 15. September 2024 | Stettin   | Sand  | Andrea Pellegrino | 7:5, 6:2       |
| 5.  | 10. November 2024  | Lima      | Sand  | Elmer Møller      | 6:3, 7:63      |
| 6.  | 30. März 2025      | Neapel    | Sand  | Luciano Darderi   | 3:6, 6:3, 7:64 |

### Doppel

#### Turniersiege
| Nr. | Datum              | Turnier | Belag | Partner           | Finalgegner                               | Ergebnis         |
| --- | ------------------ | ------- | ----- | ----------------- | ----------------------------------------- | ---------------- |
| 1.  | 26. Juni 2021      | Mailand | Sand  | Jiří Lehečka      | Dustin Brown Sam Weissborn                | 6:4, 6:0         |
| 2.  | 24. September 2022 | Braga   | Sand  | Jaroslav Pospíšil | Jeevan Nedunchezhiyan Christopher Rungkat | 3:6, 6:3, [10:4] |